# 不君子行為
不君子行為，亦可稱為缺乏體育精神或違背運動家精神的行為，是一種體育上的犯規或冒犯行為，違反廣泛在體育獲接受的體育精神規則。例子包括言語上的攻擊和冒犯，如垃圾話，在很多體育項目中，若有選手在場上做出不君子行為，有可能會遭到處罰。

## 足球
在入球或得分後過度和跨張的慶祝，如在倒戈入球後的過份慶祝動作。
- 艾迪巴約，幾乎橫越整個球場到阿森納的支持者前慶祝他的倒戈進球，試圖挑釁阿森納球迷，後來他也向公眾道歉。
- 利雲度夫斯基，賽後不顧比賽場地禁酒，開香檳慶祝。

言語上的攻擊和冒犯對手。
- 基斯坦奴·朗拿度，2016年歐洲國家盃期間，葡萄牙與冰島賽和後，言行極欠風度，不但心胸狹窄拒絕和冰島球員握手，更出言侮辱對手，指冰島「戰術欠缺風範，在賽事中將一事無成，永遠不能贏到錦標」，「（賽后冰島）慶祝興奮得像奪得歐國盃冠軍一樣」[1][2]。

惡意暴力襲擊行為。
- 穆里尼奥，皇马主教练，2011年西班牙超级杯次回合落敗後使用手指戳击时任巴塞罗那助理教练（及後出任主教练）比拉诺瓦的眼睛，後被判停赛两场。

亦包括通過插水而得益、或者無視對方球員受傷等情況。

## 延伸閱讀
- 運動有King有講——不君子行為